# Wanna Get to Know You
«Wanna Get to Know You» — третій сингл американського реп-гурту G-Unit з дебютного студійного альбому Beg for Mercy. Приспів виконує R&B-співак Joe. Перший куплет читає Young Buck, другий — Ллойд Бенкс, третій — 50 Cent. Як семпл використано «Come Live with Me Angel» Марвіна Ґея.

## Відеокліп
На пісню існує відеокліп. Учасники гурту заграють з дівчатами: Young Buck — у кімнаті зі свічками через вимкнене світло, Бенкс — у таксі, Фіфті — на пляжі на морському узбережжі. Камео: The Game.

## Чартові позиції
| Чарт (2004)              | Найвища позиція |
| ------------------------ | --------------- |
| Австралія                | 30              |
| Велика Британія          | 27              |
| Ірландія                 | 34              |
| Нова Зеландія            | 26              |
| США                      | 15              |
| US Hot Rap Tracks        | 5               |
| US Hot R&B/Hip-Hop Songs | 10              |
| Швейцарія                | 20              |
| Швеція                   | 41              |
| Японія                   | 72              |